# C2P (Artillerieschlepper)

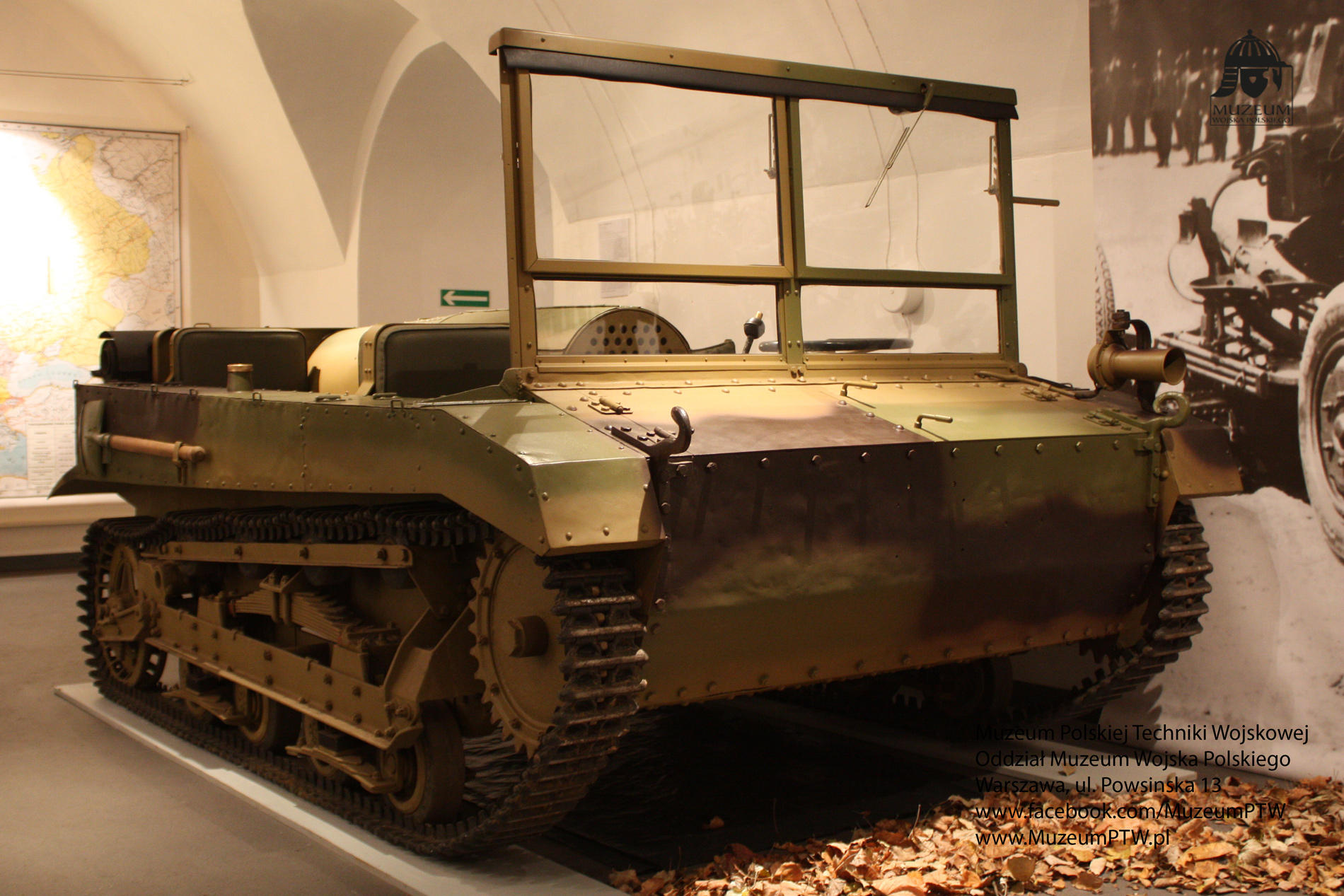
C2P, ausgestellt als Adam Rudnickis Depositum im Museum für Polnische Militärtechnik. Ausstellung „Krieg 1939: Wir haben unseren Beitrag geleistet“ November 2014

Der C2P war eine leichte polnische Artilleriezugmaschine.

## Beschreibung
Der C2P wurde in den 1930er Jahren entwickelt und war der Basisschlepper der polnischen Flugabwehrartillerie während des Angriffs auf Polen durch das  Deutsche Reich und die Sowjetunion im Jahr 1939. Es gibt nur zwei erhaltene Fahrzeuge, beide in Privatbesitz in Polen. Der Name C2P steht für ciągnik 2t polska (deutsch: Traktor 2t polnisch).

## Entwicklung
Die Ursprünge der Konstruktion gehen auf die Carden-Loyd Tanketten der 1920er Jahre zurück. 1929 kaufte Polen 10 oder 11 Tanketten des Typs Mark VI mit einer Lizenz für deren Produktion und nutzte sie für die Entwicklung seiner eigenen Tanketten-Serie TK. Im Oktober 1931 bekundete der polnische Generalstab Interesse an einem kleinen, hochmobilen Artillerieschlepper, der für die damals in polnischen Diensten stehenden 75-mm-Feldgeschütze bestimmt war. 1932 entwarfen Janusz Łapuszewski und A. Schmidt vom Institut BBTBP („Biuro Badań Technicznych Sił Pancernych“, deutsch: „Büro für technische Studien der Panzertruppen“) einen kleinen, raupenmobilen Artillerieschlepper auf der Basis der TK-3 Tankette. Er war für das Schleppen der 40-mm-Bofors-Flugabwehrkanonen ausgelegt, konnte aber auch andere leichte und mittlere Artillerie der polnischen Armee ziehen, wie die modernisierten 75-mm-Schneider-Kanonen und 100-mm-Skoda-Haubitzen. Für schwerere Geschütze sollte er im polnischen Dienst schließlich durch den PZInż 343-Radschlepper ersetzt werden, von dem jedoch nur einige wenige Exemplare vor dem Krieg fertiggestellt wurden. 

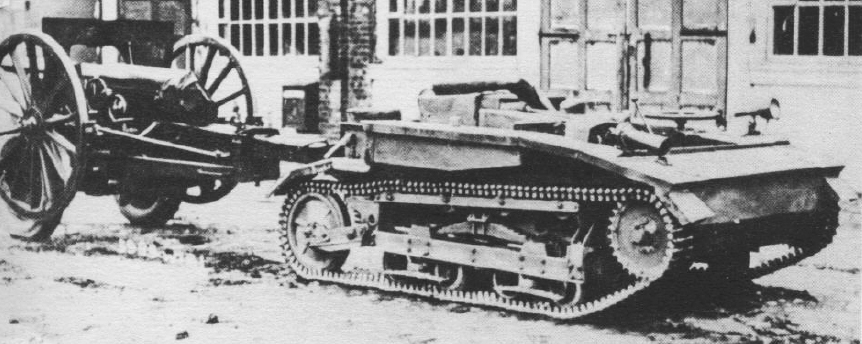
Prototyp der C2P-Zugmaschine nach der zweiten Testrunde

Zunächst als C2T (Ciągnik 2-tonowy, deutsch: „Zugmaschine, 2-Tonnen“) bezeichnet, sah der Entwurf vielversprechend aus und im folgenden Jahr wurde der erste Prototyp von den PZInż-Werken gebaut. Der ursprüngliche C2P-Entwurf war im Grunde eine TK-3-Tankette: Er enthielt alle Elemente des Fahrwerks und des Antriebssystems, wobei der gepanzerte Kampfraum entfernt und durch ein einfaches offenes Fahrerhaus mit Sitzplätzen für vier Besatzungsmitglieder ersetzt wurde: einen Fahrer und drei Passagiere. Der Prototyp wurde am 1. Juli 1933 fertiggestellt und enthielt einige Modifikationen am Carden-Loyd-Fahrwerk, das für die TKS entwickelt worden war.
Der Prototyp war ein vielversprechendes Fahrzeug. Die Konstruktion, die in gewissem Maße den französischen Renault-UE-Chenillette-Schleppern ähnelte, war jedoch sowohl fortschrittlicher als auch zuverlässiger und schneller als ihr französisches Pendant. Bei Versuchen wurde festgestellt, dass der C2P unter idealen Bedingungen ein 40-mm-Bofors-Flugabwehrgeschütz mit einer Geschwindigkeit von 30–40 km/h auf einer guten Straße ziehen konnte und dass ähnliche Geschwindigkeiten bei Überlandfahrten erreicht wurden.
Es stellte sich jedoch heraus, dass das Heck des Fahrzeugs überlastet und die Manövrierfähigkeit des Fahrzeugs nicht zufriedenstellend war. Um dem ersten Problem entgegenzuwirken, wurden die hinteren Spannräder vergrößert, mit Blattfedern versehen und auf den Boden abgesenkt, wodurch sie zu Antriebsrädern umfunktioniert wurden. Das Problem der Lenkung des Traktors unter schwerer Last wurde schließlich durch den Einbau von zwei Lenkungskupplungen auf beiden Seiten der Aufhängung gelöst. Die letztgenannte Modifikation wurde 1938 auch bei der Entwicklung der TKS-Tankette (in der Variante TKS-B) berücksichtigt. Zu diesem Zeitpunkt wurde die Serienproduktion des TKS jedoch bereits eingestellt, und das Fahrwerk des C2P blieb letztlich unverwechselbar. Da jedoch beide Entwürfe gleichzeitig im selben Werk entwickelt wurden, beide unter der Aufsicht von Rudolf Gundlach standen und ihre Konstrukteure den C2P manchmal als „ciągnik TKS“ (TKS-Traktor) bezeichneten, bezeichnen einige Quellen den C2P als Entwicklungsversion des TKS, was nicht ganz richtig ist.

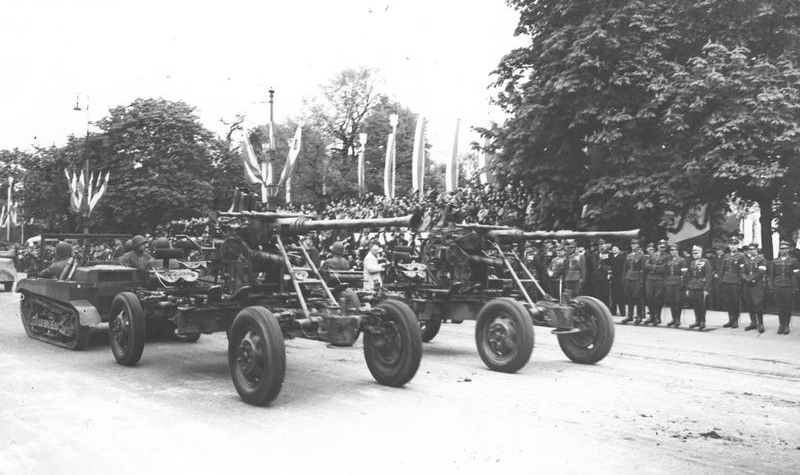
C2P-Traktoren, die die 40-mm-Bofors-Kanonen während der Parade zum 3. Mai 1939 ziehen

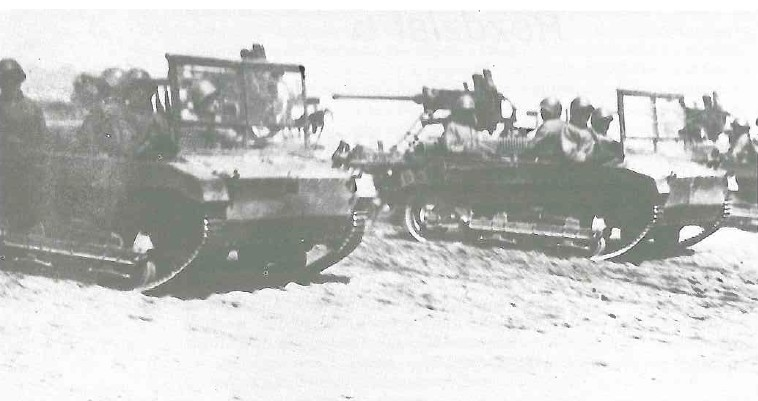
C2P mit 40-Kaliber-Kanonen des 7. Flak-Artilleriegeschwader.

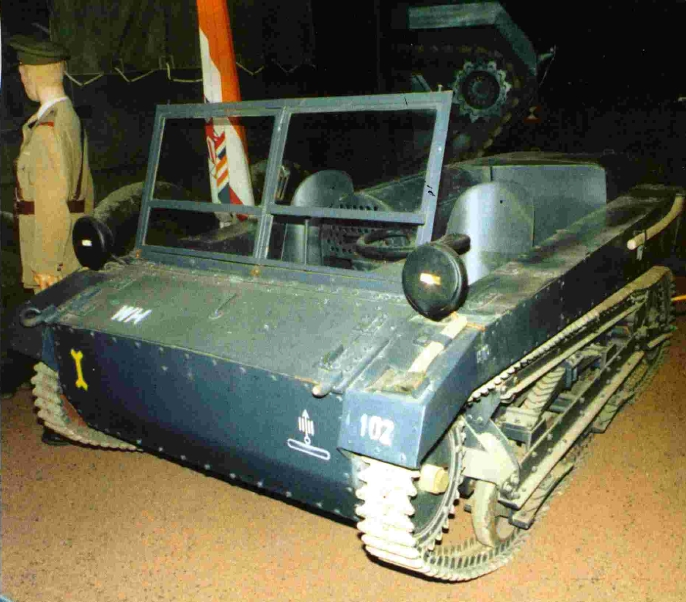
C2P im Museum der Gedenkstätte des Sieges in Arlon.

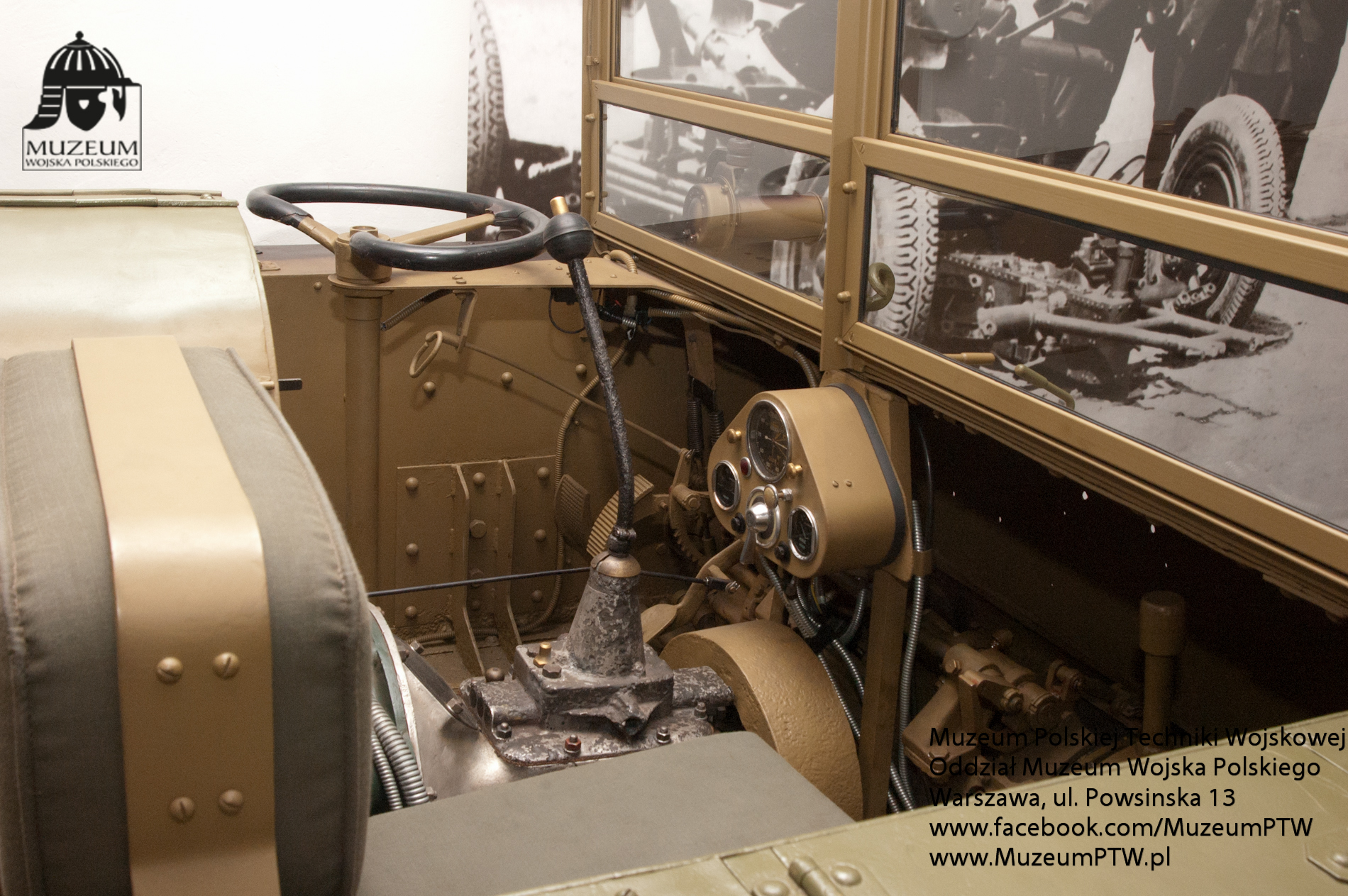
C2P-Traktor, ausgestellt als Depot von Adam Rudnicki im Museum für Polnische Militärtechnik. Ausstellung „Krieg 1939: Wir haben unseren Teil getan“ November 2014

Nach der zweiten Erprobungsrunde wurde der Prototyp auch mit einer einfachen Windschutzscheibe und einem klappbaren Planendach zum Schutz der Besatzung vor Regen oder Schnee ausgestattet. Am 20. Januar 1936 verließ der Prototyp das PZInż-Werk für die dritte Runde der Straßenerprobung. Den größten Teil des Februars 1936 verbrachte das Fahrzeug mit einer 75-mm-Kanone, welche quer durch Polen gefahren wurde. Im Juni und Juli wurden die Tests fortgesetzt, diesmal mit einem 1480 kg Kraftstoffanhänger und im September mit dem neuen Bofors 40-mm-Geschütz (polnische Bezeichnung wz. 36 Bofors). Insgesamt legte der Prototyp über 4000 km ohne eine ernsthafte technische Störung zurück. Am 15. Februar 1937 endete die Erprobung und die C2P wurde für die Serienproduktion vorgeschlagen.

## Produktion
Die erste Serie von 32 C2P-Schleppern für ein 40-mm-Versuchsgeschwader wurde Ende Februar 1937 im Werk der PZInż. in Czechowice bestellt. Die Produktion sollte auf der Linie erfolgen, auf der auch die TKS-Tanketten montiert wurden. Der Vertrag wurde später auf 88 und 196 Traktoren erweitert. Bis September 1939 wurden mindestens 316 Traktoren gebaut, 292 davon waren in Batterien eingesetzt. Für das Geschäftsjahr 1939/1940 wurden mindestens 117 weitere Traktoren bestellt, die ersten 40 sollten bis zum 30. Dezember 1939 ausgeliefert werden, doch die Produktion wurde durch den Kriegsausbruch unterbrochen. Der Preis des Traktors betrug 1937 33.188 Złoty (bis 1940 sollte er auf unter 30.000 Złoty fallen).

## Technische Beschreibung
Der C2P-Traktor basierte auf der TKS-Tankette. Er war jedoch fast 500 mm länger. Die Breite betrug 1,82 m, und die Höhe (mit montiertem Dach) 1,65 m. Die Bodenfreiheit betrug 300 mm. Das Gewicht des Traktors mit Besatzung betrug 2,75 t. Es wurden spezielle Stahlgussketten verwendet. Das Kettenlaufwerk wurde mit Stahlstiften zusammengehalten. Die Spurweite betrug 1,70 m.
Der Lenkungsmechanismus wurde auf moderne Art und Weise realisiert – mit seitlichen Kupplungen. Das Fahrzeug wurde von einem Vergasermotor angetrieben, dem FIAT 122BC (PZInż 367), einem Sechszylinder-Viertaktmotor mit einem Hubraum von 2952 cm³. Das Verdichtungsverhältnis betrug 5,2:1. Der Motor leistete 46 PS (34 kW) bei 2600/min und war flüssigkeitsgekühlt. Der Kraftstofftank fasste 70 Liter, was eine Reichweite von 150 km auf der Straße oder 110 km auf einem befestigten Weg ermöglichte. Der Kraftstoffverbrauch lag bei 42,5 l/100 km auf der Straße und bei 70 l/100 km im Gelände. Auf einer befestigten Straße konnte das Fahrzeug mit voller Ladung und einem 2-Tonnen-Anhänger eine Geschwindigkeit von 40 km/h erreichen, während es auf einer unbefestigten Straße bis zu 20 km/h erreichen konnte. Der C2P hatte ein mechanisches Getriebe mit 4 Vorwärtsgängen und 1 Rückwärtsgang.
Der Bodendruck des Fahrzeugs betrug 0,45 kp/cm² und es hatte einen Wenderadius von 2 m. Mit einer Besatzung und einem Anhänger mit einem Gewicht von 2 Tonnen war der C2P in der Lage, Steigungen bis zu 22°, Gräben bis zu 1,20 m Breite, Furten bis zu 50 cm und vertikale Hindernisse bis zu 32 cm Höhe zu überwinden.
Der C2P war mit einem Suchscheinwerfer mit einer 50-W-Glühlampe und einer tragbaren Lampe mit einer 15-W-Glühlampe ausgestattet. Die elektrische Anlage war auf 12 Volt ausgelegt. Es wurde ein Akkumulator mit einer Kapazität von 80 Ah verwendet. Weiterhin hatte der C2P vier Sitze: für den Fahrer und drei Mitglieder der Kanonenmannschaft. Der Fahrer saß auf der linken Seite, während das Personal auf der rechten Seite saß. Hinter dem Fahrersitz befand sich eine Ablage für drei Karabinek wz. 1929 und einem Feuerlöscher.

## Einsatz
Ursprünglich sollte der neue Traktor zum Schleppen von Kanonen der Feldartillerie eingesetzt werden. Zum Beispiel wurden bisher 12 Schlittenpferde und 2 Unteroffizierspferde für den Transport der 75 mm armata mle 1897 benötigt. Nach der Motorisierung der Artillerie würden theoretisch zwei Traktoren ausreichen – einer zum Ziehen der Kanone und einer zum Transport der Lafetten.

## Nutzer

### Polen
Die C2P-Schlepper waren die Basisschlepper der Flugabwehrartillerieeinheiten, die mit den Bofors 40 mm Flugabwehrkanone ausgerüstet waren. Es handelte sich um eine moderne Kanone, die ab 1936 in Polen unter Lizenz von Bofors in der Fabryka Samochodów Ciężarowych „Star“ hergestellt wurde. Schließlich wurde beschlossen, dass es in der polnische Armee zwei Typen  der 40-mm-Fliegerabwehrartillerie geben sollte. Die Batterie vom Typ A sollte mit vier Geschützen des Kalibers 40 mm bewaffnet werden, während die B-Batterie mit nur zwei Geschützen des Kalibers 40 mm bewaffnet werden sollte. Für jede Kanone gab es zwei C2P-Traktoren, eine wurde zum Ziehen der Kanone selbst und die andere zum Ziehen des Munitionsanhängers verwendet. So gab es im Batterietyp A acht Traktoren und im Typ B vier. Die ersten motorisierten Batterien wurden Ende 1937 aufgestellt.
Der C2P-Traktor entsprach den Bedürfnissen der Flugabwehrtruppen, sollte aber wegen seines schwachen Motors mit der Zeit durch den Radschlepper PZInż 343 ersetzt werden. Der Prototyp wurde um die Jahreswende 1938–1939 gebaut und anschließend vergleichenden Tests mit dem C2P unterzogen. Zu den Vorteilen des neuen Fahrzeugs gehörten eine höhere Geschwindigkeit und eine höhere Ladekapazität, die es ermöglichte, auf Munitionsanhänger zu verzichten und die Zahl der Zugmaschinen zu verringern. Zu den Nachteilen zählten hingegen das hohe Gewicht und die geringere Geländegängigkeit. Der C2P hatte den Vorteil einer guten Geländetauglichkeit und einer niedrigen Silhouette, die sich gut zur Tarnung eignete. Letztlich wurde beschlossen, bei den Divisionsbatterien bei dem C2P-Traktor zu bleiben, während die PZInż. 343 in Heeresbatterien eingeführt wurden. Bis zum 1. September 1939 wurden nur wenige Prototypen des PZInż. 343 hergestellt.
Die C2P-Traktoren nahmen auf polnischer Seite am Polenfeldzug als Teil von 31 Flakbatterien des Kalibers 40 mm Typ A und 11 Batterien des Typs B (insgesamt 292 Traktoren) teil, sowie u. a. im Reservezentrum der Flakartillerie Nr. 2 in Brest und in den OPL-Zügen des Werkes Starachowice.

### Mörserzugmittel C2P (p) / Einsatz bei der Wehrmacht
Eine Reihe von C2P-Traktoren wurde während des Überfalls auf Polen von der Wehrmacht erbeutet. Die meisten von ihnen wurden überholt und unter der Bezeichnung Mörserzugmittel C2P (p) oder Artilleriezugmaschine C2P (p) in die Bestände der Wehrmacht übernommen. Später wurden sie fast bis zum Ende des Krieges an verschiedenen Fronten eingesetzt.

## Varianten
Zwischen 1937 und 1938 wurden auch zwei Prototypen von Selbstfahrlafetten TKS-D-Panzerjäger mit einer Bofors-Panzerabwehrkanone auf der Basis des C2P-Traktors gebaut.

## Erhaltene Exemplare
In den 1990er Jahren befand sich ein C2P-Traktor aus Frankreich (oder Spanien) im Museum des Siegesdenkmals in Arlon, Belgien. Es war ein von der Wehrmacht erbeutetes Modell. Anfang der 2000er-Jahre wurde die Sammlung verkauft und das Fahrzeug ging in die Vereinigten Staaten, zum World War II Victory Museum in Auburn im Bundesstaat Indiana.
Dieser Traktor war in einem guten technischen Zustand und konnte nach Polen gebracht werden. Dort landete er als weiterer C2P-Traktor in der Sammlung von Adam Rudnicki. Einer von ihnen wurde mit voller mechanischer Effizienz restauriert.